# 초점거리

F: 초점, f: 초점 거리

초점거리(焦點距離, focal length)는 광학의 주요점(主要點, cardinal points)중 하나로, 광축에 평행으로 입사한 광선이 광축과 교차되는 점, 또는 그 점에서 나온 광선이 광학계(光學系, optical system)를 통과한 후에 광축에 평행으로 나아가는 점을 말한다. 이는 대상 광학계가 얼마나 강하게 빛을 수렴하거나 분산시키는지를 측정하는 정도를 나타내는 값이기도 하며, 광학계의 상 주점(主點, principal point)으로부터 상 초점까지의 거리로 정의하기도 한다.

## 같이 보기
- 피사계 심도
- 디옵터
- F 값

카메라의 성능을 표현 할 때 상점(像點, image point)과 혼동하여 표기하나 이는 잘못된 표현이다.
1. ↑  “주요점”. 2022년 5월 2일에 확인함.
2. ↑  “초점”. 2022년 5월 2일에 확인함.
3. ↑  KSB5620, 대한민국 국가표준(2017-11-27 개정, 고시번호 2017-0536)
4. ↑  “초점”. 2022년 5월 2일에 확인함.